# Plesiopontonia monodi
Plesiopontonia monodi är en kräftdjursart som beskrevs av Bruce 1985. Plesiopontonia monodi ingår i släktet Plesiopontonia och familjen Palaemonidae. Inga underarter finns listade i Catalogue of Life.